# Хейнонен, Вейкко
Вейкко Хейнонен (фин. Veikko Heinonen; 4 октября 1934, Лахти, Финляндия — 4 ноября 2015, там же) — финский прыгун с трамплина, серебряный призёр чемпионата мира по лыжным видам спорта (1954).

## Спортивная биография
Карьеру начал в клубе Lahden Hiihtoseura, выступая за который выиграл свои первые соревнования в 1951 г. В 1951 и 1952 гг. побеждал на финском молодежном чемпионате по прыжкам с трамплина. В 1954 г. был включен в основной состав сборной и на чемпионате мира по лыжным видам спорта в Фалуне (1954), с попытками на 72,5 и 76 м завоевал серебряную медаль. Вместе с победителем первенства Матти Пиетикяйненом он стал первым прыгуном с трамплина из Финляндии, победившим на мировом чемпионате. Несмотря на успех, он больше не принимал участия в соревнованиях такого ранга.
На швейцарской горнолыжной неделе (1955) был седьмым, а на Турне четырёх трамплинов 1955/56 занял лишь 23-е место. Свой самый дальний прыжок в карьере он сделал на соревнованиях на трамплине в Кульке (1956), показав результат 118 м.
Завершил свою карьеру в 1966 г., получив травму после неудачного прыжка.
Также играл в финский бейсбол за клуб Lahden Mailaveikott (1953—1958), став в его составе серебряным призёром национального первенства.
Его сын, Кари Хейнонен, также стал профессиональным прыгуном с трамплина.